# Техтинский сельсовет
Техти́нский сельсовет (бел. Тэхцінскі сельсавет) — административно-территориальная единица Белыничского района Могилёвской области Республики Беларусь.

## Промышленность
Предприятия — ОАО «Новая Друть».

## Торговля и бытовые услуги
Торговля — 7 магазинов, из которых 1 — частный.
Бытовые услуги — 1 комплексный приемный пункт по приему заказов на бытовые услуги.

## Образование, медицина, культура
Образование — 1 учебно-педагогический комплекс «Детский сад — средняя школа».
Медицина — 1 сельская врачебная амбулатория, 1 ФАП.
Культура — 1 СДК, 1 СК, 4 библиотеки.

## Исторические места
Воинские захоронения — 14.

## Состав
Включает 22 населённых пункта:
- Бахани — деревня;
- Гута — посёлок;
- Дуброво — посёлок;
- Дутьки — посёлок;
- Забавы — деревня;
- Калиновка — деревня;
- Курганье — посёлок;
- Ленинский — посёлок;
- Мазки — деревня;
- Малиновка — деревня;
- Мистровка — деревня;
- Молотовки — деревня;
- Моневка — посёлок;
- Осман-Касаево — деревня;
- Осмоловка — деревня;
- Осовец — деревня;
- Пильшичи — деревня;
- Поливники — деревня;
- Прибор — деревня;
- Станция Друть — деревня;
- Техтин — агрогородок;
- Угольщина — деревня.

Упразднённые населённые пункты:
- Жорновка — посёлок;
- Красный Бор — деревня.